# Elecciones generales de Guinea Ecuatorial de 1968
Se celebraron elecciones generales para elegir al Presidente y a la Asamblea Nacional de Guinea Ecuatorial el 22 de septiembre de 1968, con una segunda ronda para las elecciones presidenciales celebrada el 29 de septiembre del mismo año.
Francisco Macías Nguema, líder de Idea Popular de Guinea Ecuatorial (IPGE) ganó las elecciones presidenciales, derrotando al hasta entonces primer ministro Bonifacio Ondó Edu. En la segunda ronda los candidatos eliminados Atanasio Ndongo y Edmundo Bossio pidieron el voto a favor de Macías; Ndongo se convirtió en el primer ministro de Relaciones Exteriores de Guinea Ecuatorial y Bossio se convirtió en su primer Vicepresidente.
Los candidatos Ondó y Ndongo recibieron apoyo del gobierno español, el primero en particular de la Presidencia del Gobierno y el segundo en particular del Ministerio de Asuntos Exteriores.
El Movimiento de Unión Nacional de Guinea Ecuatorial (Munge) y el Movimiento Nacional de Liberación de Guinea Ecuatorial (Monalige), cuyos candidatos quedaron en segundo y tercer lugar en las elecciones presidenciales, consiguieron diez escaños cada uno en la Asamblea Nacional.

## Contexto histórico
Las elecciones fueron convocadas por el Ministerio de la Gobernación el 14 de agosto tras la aprobación del proyecto de Constitución de 1968 en el referéndum de independencia del 11 de agosto. El Gobierno de Franco nombró, a los solos y exclusivos efectos de supervisar la limpieza democrática de las elecciones, a la Junta Electoral de Guinea Ecuatorial. La Junta Electoral de Guinea Ecuatorial estaba presidida por el magistrado del Tribunal Supremo, Angel Escudero del Corral, y tenía su sede en Madrid. También estuvieron presentes unas misiones observadoras de las Naciones Unidas y la Organización de la Unidad Africana. El 16 de agosto, el Gobierno promulgó un decreto sobre la presentación de candidatos, el cual establecía que podrían presentar candidatos tanto a la Asamblea como a presidente los partidos políticos (legales solo en Guinea Ecuatorial desde un año antes) que hubiesen participado en la Conferencia Constitucional de 1967 o contaran con el apoyo del 2% del censo electoral (en el caso de los candidatos a la Asamblea, en sus respectivas circunscripciones).
Se instalaron un total de 223 mesas a lo largo de toda la región autónoma, y los 35 nuevos diputados de la Asamblea Nacional fueron elegidos mediante representación proporcional.
Podían votar, de conformidad con la legislación vigente en la época, todos los españoles mayores de 21 años cuya última residencia conocida se encontrase en la región autónoma de Guinea Ecuatorial.
Los candidatos presidenciales se identificaban con un símbolo electoral para facilitar el sufragio de los analfabetos.

## Candidatos y campaña
A los solos efectos de emitir propaganda electoral, RTVE reservó espacios electorales en sus emisiones. Así, tanto Radio 1 de RNE como La 1 de TVE emitieron propaganda electoral en exclusiva desconexión territorial para la región autónoma. La legislación vigente en la época prohibía tajantemente la existencia de partidos políticos en España, por lo que se tuvo que aprobar una excepción expresa para estas elecciones, limitada al territorio autonómico ecuatoguineano.
Al final de la campaña electoral, los candidatos presidenciales dispusieron de cinco minutos de emisión en La 1 de Televisión Española para dar a conocer su programa y pedir directamente el voto. Además, durante la campaña se emitió por La 1 Guinea Ecuatorial un programa titulado "Campaña Electoral", donde se daban a conocer los programas políticos con más detalle. Los candidatos fueron:

### Edmundo Bossio
Candidato de la Unión Bubi, procurador en Cortes y presidente de la Cámara Agraria de Fernando Poo. Partidario de la autodeterminación de la isla de Bioko o, en su defecto, de la integración de la misma como Estado en una forma de República Federal. Su partido era muy cercano al Gobierno español. Recibió el apoyo del dictador Franco y del vicepresidente Luis Carrero Blanco, y su principal objetivo era representar a la etnia bubi. Su candidatura estaba únicamente enfocada a este grupo étnico, por lo que no recibió el apoyo de partidos como la Unión Democrática Fernandina (UNDEMO), de ideología similar pero a quienes les molestó la actitud de Bossio y terminaron apoyando a otros candidatos.
Tenía el apoyo de los cultivadores de cacao y su símbolo de campaña era la campana bubi. Realizó campaña únicamente en la isla, ya que sabía que en la zona continental no conseguiría apoyo. En general, su campaña fue muy reducida. Prácticamente no realizó propaganda y tampoco apeló a los medios de comunicación.

### Atanasio Ndongo
Candidato oficial del Monalige (Movimiento Nacional de Liberación de Guinea Ecuatorial), partido de tendencia centroizquierdista y fuertemente nacionalista, aunque sin caer en lo exacerbado. Pertenecía a la etnia fang, pero casi no hablaba su idioma. Era un gran intelectual con formación occidental y vastos conocimientos de política (especialmente de política exterior, teniendo una concepción más amplia en cuanto a la necesidad de relaciones con Occidente y no solo con España) y estrategias de negociación.  Sin embargo, sus quince años de exilio le habían desconectado de la realidad política ecuatoguineana. Presentó un programa electoral demasiado científico y técnico —influenciado por la ciencia estratégica euroamericana— que muchos no entendieron. Ndongo tenía conexiones con el gobierno de Estados Unidos (país donde había pasado su exilio) y era partidario de un sistema capitalista afín a este país. Recibió el apoyo del Departamento de Estado de los Estados Unidos. Era asesorado por un grupo de intelectuales, entre los cuales se encontraban Saturnino Ibongo Iyanga y Armando Balboa. Realizó su campaña principalmente a través de los medios de comunicación, que le eran favorables.
Su programa incluía la reorganización de la Administración Pública y la planificación de la educación, además del fomento a la agricultura, la ganadería y la pesca. También incluía la electrificación de los poblados, el abastecimiento de agua y el centuplicar las becas para que los estudiantes se trasladaran a España, y de esa forma se formaran cuadros profesionales.
Era apoyado por el Ministerio de Asuntos Exteriores de España, en aquellos tiempos ocupado por Fernando María Castiella, y en sus discursos se dirigía a la juventud, a los universitarios, a las personas cultas, a los nacionalistas modernos y a los intelectuales.
De ideología moderada, proponía establecer un gobierno provisional que preparara la independencia total. Era partidario de mantener vínculos a España sin caer en la dependencia.  Su símbolo de campaña era una palmera.

### Bonifacio Ondó Edú
Candidato oficial del Munge (Movimiento de Unión Nacional de Guinea Ecuatorial), partido de extrema derecha afín al régimen franquista y de ideología nacionalista y conservadora. Era un candidato poco carismático. Pertenecía a la etnia fang.
Presidente del gobierno autónomo, representante del continuismo del orden colonial, de la colaboración con España y de los intereses españoles,  y por consiguiente candidato más cercano al Gobierno español, al igual que Bossio contaba con el apoyo de Luis Carrero Blanco y de la Presidencia del Gobierno de España, ya que esta esperaba que Ondó y Bossio gobernaran juntos como Presidente y Vicepresidente, respectivamente. Carrero, a diferencia de Castiella, se había negado a apoyar a Ndongo puesto que lo consideraba un comunista.
Ondó Edu, gracias al apoyo de España (que incluía la financiación de su campaña), estaba muy confiado de su triunfo. Ondó siempre reconoció el apoyo extranjero con el que contaba e incluso llegó a declarar que no le importaba que no le votasen, ya que estaba seguro de ganar «sólo con el voto de mi mujer y del mío propio». Al estar tan seguro de su triunfo, no le prestó mucha atención al pueblo y mostró una actitud desconsiderada con él.
Sin embargo, la división interna de su partido (algunos se habían alejado de él acusándolo de ser autoritario, lo cual produjo que el Munge se dividiera en dos facciones) y el desgaste de su gobierno (muy impopular por aquel entonces, acusado entre otras cosas de corrupción) hicieron mella en su apoyo. Además, si bien el candidato del Munge disponía de medios (disponía, por ejemplo, de un equipo eficaz de colaboradores), no los utilizó suficientemente.
En sus discursos, se dirigía a la gente mayor (si bien gran parte de los mayores votaron a Macías), conservadora y partidaria de la ley y el orden, además de todos los partidarios del sistema colonial que se habían beneficiado de aquel orden en cualquiera de sus etapas. También recibió el apoyo de los madereros, la Iglesia católica y los colonos, especialmente de los propietarios de fincas españoles. Su símbolo de campaña era una gacela. Al igual que Atanasio Ndongo, Ondó Edu también era partidario de un sistema capitalista, pero siempre vinculado a España. Su campaña se caracterizó por el esfuerzo propagandístico (retratos, pósteres, regalos), el cual fue apoyado por España. Al igual que Atanasio Ndongo, los medios de comunicación (en especial la televisión) le fueron favorables. Para muchos guineanos, todo esto era prueba de la mano oculta de España, por lo que perdieron la confianza en el candidato.
Ondó Edu también proponía una "independencia asociada" con España y la posibilidad de que españoles formaran parte de su gobierno. Abogaba por una independencia gradual, sin cortes radicales.

### Francisco Macías Nguema
Candidato oficial de la IPGE (Idea Popular de Guinea Ecuatorial), aunque también recibió el apoyo de disidientes del Munge y el Monalige que se habían separado de sus candidatos oficiales, siendo esta coalición de apoyo conocida como "Grupo Macías", "Coalición Tripartita" o "Secretariado Conjunto".
Oriundo de Mongomo, era vicepresidente del gobierno autónomo. Tenía fama de ser oportunista y era considerado el más inculto de los candidatos. Representante del nacionalismo radical y el progresismo, Macías llevó adelante una campaña populista y demagógica,  y gozaba del asesoramiento económico y político del abogado antifranquista español Antonio García-Trevijano. Trevijano invirtió alrededor de 50 millones de pesetas en la campaña electoral, y habría aconsejado a los dirigentes del Munge que no presentaran candidato a la presidencia y apoyasen a Macías. García-Trevijano, según se dice, escribió los discursos del candidato durante la campaña, y apeló al "orgullo" de Macías como principal fuerza para dirigir el país:

"Macías era una persona muy, muy orgullosa. Tenía un orgullo casi enfermizo. 
Entonces yo pensé que para un pueblo que nace a la independencia, que ha sido humillado durante siglos, quizás sería bueno que tuviera un presidente que su nota psicológica principal fuera el orgullo, porque eso quizás le transmitiera al pueblo la necesidad de tener orgullo.”
Antonio García-Trevijano.

Detrás de la candidatura de Macías, había también intereses económicos españoles y franceses. García-Trevijano estaba supuestamente involucrado en ellos.
Otro director de campaña de Macías fue José Nsue, quién poco después sería nombrado por Macías como Ministro de Educación. Macías contaba con un equipo eficaz que le ayudó a organizar su campaña.
El candidato de la IPGE, quién aún se desempeñaba como Consejero de Obras Públicas, movilizó los camiones de este servicio para distribuir su propaganda electoral en Río Muni, sin que la autoridad militar española pusiera inconvenientes.
Macías presentó un programa electoral de cinco puntos:
- Primero: Creación de una conciencia nacional.
- Segundo: Política Social.
- Tercero: Política Económica.
- Cuarto: Relaciones Internacionales.
- Quinto: Relaciones con España.

Macías abogaba por respetar las diferencias culturales entre las etnias del país (continentales e insulares) dentro de una nación unida, poniendo como ejemplo a seguir a Suiza, sugiriendo además al modelo suizo de desarrollo socioeconómico como una alternativa para Guinea Ecuatorial, puesto que en ese sentido Macías pretendía construir una sociedad equilibrada. Abogaba por unas buenas relaciones con España (pese a ser un acérrimo anticolonialista y antiespañol), un salario digno para los trabajadores y el fomento del sindicalismo. En materia económica, Macías prometía, entre otras cosas, créditos para pequeños agricultores, pescadores, comerciantes e industriales modestos, y una política de protección de precios para las materias primas del país, garantizando su colocación segura en los mercados internacionales.  Fomentó la vuelta de “los valores fang tradicionales” (de hecho, todos sus discursos eran realizados en idioma fang a diferencia de sus rivales que realizan campaña en español, y en sus apariciones públicas se presentaba, por ejemplo, con una escoba fang en las manos) y prometió la expropiación de las propiedades europeas (las cuales serían redistribuidas entre los guineanos) y el empoderamiento del pueblo nativo.
Otros puntos del programa de Macías eran el fomento de la educación, la integración social de la mujer y la realización de obras públicas.
Si bien obtuvo la mayoría en Río Muni, los fangs mejor formados y los bubis, en general, se distanciaron de Macías y votaron a Ondu Edu.
Macías hablaba de nacionalismo, de unidad, de autonomía regional y se dirigía al pueblo en general, a diferencia de sus contrincantes, que se dirigían a sectores específicos de la población.  Lograba conectar con las masas y transmitirles su mensaje; era un buen orador, preciso, sereno y en ocasiones apasionado. En cada pueblo decía lo que se esperaba que dijera, y a cada uno le decía las palabras que deseaba oír. Hablaba en un lenguaje que la población entendía, a diferencia de sus contrincantes que utilizaban términos complejos.  En los debates televisivos se mostraba serio, convincente, seguro y sencillo. Macías incluso tomaba elementos de las demás candidaturas y los aglutinaba en su discurso, transformando ideas de sus rivales en su propio pensamiento político. Macías conocía cada uno de los puntos débiles de sus rivales. Les acusó de ser “blancos”, con lo que se presentaba como el único líder realmente guineano. Decía ser el representante de la "independencia total". Para Macías, los demás candidatos eran "títeres de los colonos". Macías aseguraba ser el único líder independentista que realmente había luchado contra el colonialismo español.
Su lema de campaña era «En marcha con Macías; unidad, paz, prosperidad», y su símbolo de campaña era un gallo, con la leyenda «un hombre, un equipo, un programa». Sus asesores le organizaron varios mítines, ya que eran conscientes de que la TVGE (recién inaugurada) le daría más espacio a los candidatos pro-españoles. Realizó frenéticas giras por el país, dándose a conocer, entrando en contacto directo con la gente y prestándole especial atención a los votantes rurales, que sus adversarios despreciaban. También surgió un movimiento social juvenil alrededor de la candidatura de Macías, que ejerció un importante rol propagandístico.
Durante la campaña electoral, los adversarios de Macías advirtieron su precario estado psíquico (el cual se confirmaría al iniciarse la etapa dictatorial de su gobierno), calificándolo de "loco". Macías se defendió diciendo que en realidad era un "loco de libertad".
La Iglesia realizó abiertamente campaña en contra de Macías, aunque este (contrario a la Iglesia) se cuidó de no atacarla, puesto que sabía que el pueblo guineano era muy religioso y que un ataque a la Iglesia podía ser perjudicial.
Al igual que Bonifacio Ondó, Macías estaba confiado en su triunfo y esperaba obtener mayoría absoluta en primera vuelta.

"Yo fui más inteligente que mis rivales. Ellos hicieron la campaña, el uno confiado en España y los regalos, el otro confiado en un grupo de intelectuales. Mientras, yo fui al pueblo con lo que conoce, con las cosas que son nuestros símbolos: ramas de árboles, una escoba y el gallo”
Declaraciones de Macías en un discurso en la Plaza del Reloj de Bata, años después de las elecciones.

## Primera vuelta electoral
El 22 de septiembre se realizó la primera vuelta de las elecciones presidenciales, así como la elección de los diputados de la Asamblea Nacional. Los resultados se dieron a conocer el 25 de septiembre, en directo a través de La 1 de TVE, en desconexión territorial para Guinea Ecuatorial. Ningún partido alcanzó una mayoría absoluta en el parlamento. El mismo resultado se reflejó en los candidatos para la presidencia, ya que ninguno de ellos obtuvo la mayoría absoluta de votos. Macías y Ondó pasaron a la segunda vuelta. Al acudir a votar, Bonifacio Ondó declaró que probablemente habría una segunda vuelta entre él y otro candidato. Este era el sentir general.

"La campaña electoral se llevó a cabo en un ambiente de paz y de calma. Había una aguda rivalidad política entre los principales candidatos, que hicieron una intensa campaña por medio de carteles, reuniones públicas, la prensa, la radio y la televisión. Complace a la Misión poder declarar que se dieron a todos los candidatos las mismas oportunidades de intervenir en la campaña y expresar libremente sus opiniones. La Misión no recibió quejas graves de ninguno de los candidatos acerca de la campaña".
Declaraciones de la misión observadora.

"Estimamos que la votación se realizó en forma ordenada y que en general se habían tomado las medidas convenientes para garantizar el secreto del voto y que en la mayoría de los casos los funcionarios electorales y los interventores conocían sus obligaciones y las desempeñaban eficazmente. Solamente hubo una queja, de cierta importancia, relativa al censo electoral. En la mayoría de las mesas que visitaron los miembros de la Misión y sus observadores, se informó a la Misión de que muchas personas se quejaban de que sus nombres no estaban incluidos en el censo. Además, casi todas estas personas alegaban que habían votado en el referéndum."
Declaraciones de la misión observadora.

En primera vuelta, Bossio obtuvo la primera mayoría en la isla de Fernando Poo. En tanto, Macías obtuvo la primera mayoría en la Región Continental, mientras que Ondó lo hizo en Annobón. Curiosamente, Macías obtuvo muy pocos votos en Mongomo, su distrito natal, puesto que quienes lo conocían bien sabían de su desequilibrio mental. En contraste, donde más votos obtuvo fue en los distritos de Añisoc, Mikomeseng y Ebebiyín.

## Segunda vuelta electoral
Dado que en la primera votación (22 de septiembre) ningún candidato obtuvo la mayoría absoluta, se realizó un balotaje una semana después.
Inicialmente, hubo negociaciones para un gobierno de coalición que incluiría a Ondó y Ndongo, y que estaría presidido por Macías. Esto habría eliminado la necesidad de realizar una segunda vuelta, sin embargo el proyecto fracasó.
Macías se empeñó entonces en conseguir el apoyo de sus antiguos rivales para obtener la victoria. Primero se entrevistó con Edmundo Bossio (quien originalmente se había mostrado muy dispuesto a apoyar a Ondó Edu) y otros líderes bubis importantes, prometiéndole a Bossio la Vicepresidencia y otros cargos ministeriales. Bossio aceptó la propuesta. Además se llegó al acuerdo con líderes de la Unión Democrática Fernandina y la Unión Bubi de una mayor autonomía para la isla de Isla de Fernando Poo.
Bonifacio Ondó Edu se entrevistó con Atanasio Ndongo, quien a cambio de su apoyo le exigió un determinado número de carteras ministeriales para el Monalige, incluyendo las de Defensa y Asuntos Exteriores. Ondó pensó que esto era demasiado, desestimó la propuesta y se rompieron las negociaciones. El 28 de septiembre, un día antes de la segunda vuelta, Atanasio Ndongo y Francisco Macías llegaron a un acuerdo de colaboración gubernamental, pese a que durante la campaña se habían atacado mutuamente. El acuerdo se realizó en una reunión entre ambos en casa de Armando Balboa. Ndongo, Bossio y Macías dieron a conocer su acuerdo por televisión. Macías obtuvo el apoyo de sus ex rivales a base de falsas promesas (que nunca cumpliría), con el único objetivo de aislar a Ondó.
Ondó esperaba la ayuda de España, pero esta (partidaria de unas elecciones limpias) solo le proporcionó algo de material de propaganda.
Durante la campaña, tanto Macías como Ondó enviaron mensajes de adhesión a Francisco Franco, pese a las posiciones anticolonialistas del primero.
Así, el 29 de septiembre se realizó la segunda vuelta electoral, en un ambiente de total normalidad y orden. Antes de iniciarse la jornada electoral, un triunfo de Macías sobre Ondó era ya esperado. La jornada electoral se desarrolló entre las ocho de la mañana y las seis de la tarde. El presidente de la misión observadora de Naciones Unidas destacó el orden y libertad con el que procedieron las votaciones, además de alabar la labor realizada por la Comisión Electoral.
De personalidad enormemente suspicaz, Macías estuvo la noche de la segunda vuelta en casa de un comisario de policía español por miedo a ser asesinado.
Con el apoyo de Bossio, Ndongo y sus respectivos partidos, Macías pudo vencer a Bonifacio Ondó alcanzando 68 310 votos, frente a los 41 254 conseguidos por Ondó Edú. Macías obtuvo la mayoría tanto en Fernando Poo como en Río Muni.
Así, Macías fue elegido como primer presidente de la República de Guinea Ecuatorial, siendo los resultados dados a conocer, nuevamente por televisión, el 3 de octubre. Ese mismo día Macías fue proclamando como presidente electo por la Comisión Electoral presidida por Ángel Escudero del Corral. Macías realizó sus primeras declaraciones ese mismo día, caracterizándose éstas por ser conciliatorias y serenas. A pesar de su filosofía anti-España, Macías declaró tras las elecciones que este país tendría preferencia en Guinea Ecuatorial:

“Nuestra política se basará en política de equipo. Nuestro equipo es conocido. Pero nuestra política no se hará, con nuestro equipo solamente, invitamos a todos a hacer una política pacífica. (...) España tendrá preferencia en Guinea Ecuatorial. Cuando yo, Masié, digo algo, no cambio de palabra”
Declaraciones de Macías al periódico Potopoto de Bata.

Era el candidato menos pro-español y por consiguiente su victoria despertó desconfianza y preocupación por parte de España, que el 9 de octubre acordó aceptar los resultados de la elección. Ese mismo día, Macías dio a conocer su primer gabinete, caracterizándose este por ser un gobierno de coalición que reflejaba las fuerzas que habían apoyado a Macías durante la campaña. Se caracterizaba por ser un gobierno inclusivo, de "equilibrio nacional" como el mismo Macías lo llamaría, en donde estaban presentes todos los grupos étnicos del país. Siete de los nueve ministerios del gabinete fueron ocupados por miembros del "Grupo Macías" (IPGE-Monalige-UB, siendo la mayoría de ellos además familiares del presidente, conocidos como nguemistas). El 10 de octubre Macías envío un telegrama a Francisco Franco agradeciéndole por las felicitaciones enviadas por este tras su victoria. Luego de recibir el telegrama de felicitación de Franco, Macías manifestó su intención de viajar a Madrid tras la independencia y entrevistarse con él. Macías también agradeció las felicitaciones del ministro de Exteriores español Fernando María Castiella. El ministro también felicitó esos mismos días a su homólogo guineano Atanasio Ndongo.
Bonifacio Ondó lamentó la victoria de Macías, declarando que se había elegido a “un enfermo de corazón” (refiriéndose a que Macías estaba loco, puesto que en la antropología fang lo que se pierde es el corazón para volverse loco y no la cabeza).

“Pueblo de Guinea, este país ha caído en un agujero muy profundo y costará salir de él. Sólo veo viudas y huérfanos. Con este presidente (Macías Nguema) habrán muchísimas muertes pero durará poco. Luego vendrá otro, con gorra militar. Promulgará leyes que al momento quedan a papel mojado. Llevará mucho tiempo en el poder porque costará sacarle. Luego el que vendrá después de él empezará a caminar a este pueblo a la democracia.”
Declaraciones de Bonifacio Ondó tras su derrota.

Los votos contrarios a Macías provinieron de elementos de la Unión Bubi, fangs de Río Muni e intelectuales, especialmente maestros auxiliares. De hecho, durante la campaña un centenar de personalidades (entre los que se contaban profesionales, intelectuales y hombres con prestigio social) firmaron un manifiesto en el que se negaban a votar a Macías y a reconocerlo como Presidente en caso de ser electo. Todos los firmantes de la declaración fueron posteriormente asesinados por el dictador.

## Resultados

### Elecciones presidenciales
| Candidato                          | Partido                                                | Primera ronda | Primera ronda | Segunda ronda | Segunda ronda |
| Candidato                          | Partido                                                | Votos         | %             | Votos         | %             |
| ---------------------------------- | ------------------------------------------------------ | ------------- | ------------- | ------------- | ------------- |
| Francisco Macías Nguema            | Idea Popular de Guinea Ecuatorial                      | 36 176        | 39,57         | 68 310        | 62,35         |
| Bonifacio Ondó Edú                 | Movimiento de Unión Nacional de Guinea Ecuatorial      | 31 941        | 34,94         | 41 254        | 37,65         |
| Atanasio Ndongo                    | Movimiento Nacional de Liberación de Guinea Ecuatorial | 18 223        | 19,88         |               |               |
| Edmundo Bossio                     | Unión Bubi                                             | 4795          | 5,23          |               |               |
| Total válidos                      | Total válidos                                          | 91 417        | 100           | 109 564       | 100           |
| Votos nulos/en blanco              | Votos nulos/en blanco                                  | 1281          | −             | 537           | −             |
| Total                              | Total                                                  | 92 956        | 100           | 110 101       | 100           |
| Votantes registrados/participación | Votantes registrados/participación                     | 137 755       | 67,48         | 137 755       | 79,20         |
| Fuente: African Elections Database |                                                        |               |               |               |               |

#### Resultados por distrito
Primera ronda:
| Distrito           | Blancos y nulos | Bosió | Ondó  | Ndongo | Macías |
| ------------------ | --------------- | ----- | ----- | ------ | ------ |
| San Carlos         | 11              | 1828  | 74    | 697    | 30     |
| San Fernando       | 0               | 191   | 40    | 664    | 49     |
| Santa Isabel       | 10              | 2776  | 237   | 2609   | 294    |
| Annobón            | 0               | 0     | 575   | 1      | 0      |
| Acurenam           | 14              | 0     | 3567  | 437    | 85     |
| Bata               | 32              | 0     | 1439  | 4818   | 2438   |
| Ebebiyín           | 471             | 0     | 2739  | 197    | 12207  |
| Evinayong          | 1               | 0     | 10454 | 180    | 62     |
| Micomeseng         | 272             | 0     | 1519  | 121    | 6946   |
| Mongomo            | 9               | 0     | 1116  | 33     | 4787   |
| N'sorc             | 37              | 0     | 2261  | 137    | 1850   |
| Puerto Iradier     | 9               | 0     | 615   | 4314   | 27     |
| Río Benito         | 331             | 0     | 1680  | 3055   | 50     |
| Niefang            | 37              | 0     | 3395  | 546    | 3397   |
| Valladolid         | 43              | 0     | 2230  | 149    | 4480   |
| Corisco y Elobeyes | 4               | 0     | 0     | 276    | 14     |
| Total              | 1281            | 4795  | 31941 | 18223  | 36176  |
| Fuente:            |                 |       |       |        |        |

Segunda ronda:
| San Carlos         | 2   | 67    | 2780  |
| San Fernando       | 0   | 48    | 844   |
| Santa Isabel       | 7   | 223   | 5635  |
| Annobón            | 0   | 715   | 1     |
| Acurenam           | 49  | 4376  | 425   |
| Bata               | 54  | 2288  | 7990  |
| Ebebiyín           | 247 | 3107  | 14238 |
| Evinayong          | 5   | 12047 | 74    |
| Micomeseng         | 8   | 1650  | 8149  |
| Mongomo            | 50  | 1290  | 5863  |
| N'sorc             | 47  | 3594  | 2553  |
| Puerto Iradier     | 33  | 1150  | 5482  |
| Río Benito         | 2   | 2977  | 3763  |
| Niefang            | 21  | 4701  | 4381  |
| Valladolid         | 12  | 3017  | 5790  |
| Corisco y Elobeyes | 0   | 4     | 342   |
| Total              | 537 | 41254 | 68310 |
| Fuente:            |     |       |       |

### Asamblea de la República
| Partido                            | Partido                                                                                             | Escaños |
| ---------------------------------- | --------------------------------------------------------------------------------------------------- | ------- |
|                                    | Movimiento Nacional de Liberación de Guinea Ecuatorial                                              | 10      |
|                                    | Movimiento de Unión Nacional de Guinea Ecuatorial                                                   | 10      |
|                                    | Idea Popular de Guinea Ecuatorial + Movimiento Nacional de Liberación de Guinea Ecuatorial (Macías) | 8       |
|                                    | Unión Bubi                                                                                          | 7       |
| Total                              | Total                                                                                               | 35      |
| Fuente: African Elections Database | |         |

#### Resultados por región a la Asamblea
| Partido | Partido                                                         | Río Muní | F. Poo | Annobón | Corisco |
| ------- | --------------------------------------------------------------- | -------- | ------ | ------- | ------- |
|         | Movimiento Nacional de Liberación de Guinea Ecuatorial          | 3        | 5      | 0       | 2       |
|         | Movimiento de Unión Nacional de Guinea Ecuatorial               | 8        | 0      | 2       |         |
|         | Idea Popular de Guinea Ecuatorial                               | 2        |        |         |         |
|         | Movimiento Nacional de Liberación de Guinea Ecuatorial (Macías) | 6        | 0      |         | 0       |
|         | Unión Bubi                                                      |          | 7      |         |         |
| Total   | Total                                                           | 19       | 12     | 2       | 2       |
| Fuente: |                                                                 |          |        |         |         |

#### Miembros electos
- Alfredo King Tomas
- Ángel Etugu Oguono
- Antonio Eworo Obama
- Antonio Ndongo
- Armando Balboa
- Clemente Ateba Nso
- Cristina Makoli
- Cristóbal Ondó Alogo
- Domicilio Sila
- Enrique Ncuna Ndongo
- Federico Makendengue Eouabo
- Gaspar Copariate Burkbake
- Gustavo Watson Bueco
- Juan Bestue
- Juan Nguema
- Julio Ngundi Nadjaba
- Lorenza Matute
- Manuel Gerona Hombria
- Manuel Nguema Obono
- Marcelino Ngale Econo
- Marcelo Epám Uri
- Mariano Ganet Bokuo
- Mariano Mba Michá
- Martín Esono Ndongo
- Maximiliano Michá
- Primo José Escono Micá
- Raimundo Ela Nvé
- Ramon Itanguino Elambani
- Ricardo Bolopá Esape
- Roberto Jora
- Salvador Boleko Ripole
- Saturnino Ibongo Iyanga
- Sebastián Oburu Masie
- Pastor Torao Sikara
- Salvador Nsamio Nsema[100][101]

## Consecuencias
El 12 de octubre de 1968, día de la Independencia de Guinea Ecuatorial, Macías fue proclamado como Presidente de la República. Ndongo se convirtió en el primer ministro de Relaciones Exteriores de Guinea Ecuatorial y Bossio se convirtió en su primer Vicepresidente. El nombramiento de Edmundo Bossio como vicepresidente se debió a que la constitución establecía que quien ejerciera el cargo debía provenir de una provincia distinta de aquella de la que procedía el Presidente.
La composición del nuevo gobierno fue la siguiente:
| Cargo                          | Titular                   | Partido político                                                  |
| ------------------------------ | ------------------------- | ----------------------------------------------------------------- |
| Presidente                     | Francisco Macías Nguema   | Idea Popular de Guinea Ecuatorial (IPGE)                          |
| Vicepresidente                 | Edmundo Bossio Dioko      | Union Bubi                                                        |
| Ministro de Defensa            | Francisco Macías Nguema   | Idea Popular de Guinea Ecuatorial (IPGE)                          |
| Ministro de Comercio           | Edmundo Bossio Dioko      | Union Bubi                                                        |
| Ministro de Asuntos Exteriores | Atanasio Ndongo Miyone    | Movimiento Nacional de Liberación de Guinea Ecuatorial (Monalige) |
| Ministro del Interior          | Ángel Masié Ntutumu       | Movimiento Nacional de Liberación de Guinea Ecuatorial (Monalige) |
| Ministro de Hacienda           | Andrés Ikuga Ebombe       | Movimiento de Unión Nacional de Guinea Ecuatorial (Munge)         |
| Ministro de Obras Públicas     | Jesús Alfonso Oyono Alogo | Movimiento Nacional de Liberación de Guinea Ecuatorial (Monalige) |
| Ministro de Industria y Minas  | Ricardo Erimola Chema     | Movimiento Nacional de Liberación de Guinea Ecuatorial (Monalige) |
| Ministro de Agricultura        | Agustín Grange Molay      | Movimiento Nacional de Liberación de Guinea Ecuatorial (Monalige) |
| Ministro de Sanidad            | Pedro Ekong Andeme        | Idea Popular de Guinea Ecuatorial (IPGE)                          |
| Ministro de Educación Nacional | José Nsue Angüe           | Movimiento de Unión Nacional de Guinea Ecuatorial (Munge)         |
| Ministro de Trabajo            | Román Borikó Toichoa      | Union Bubi                                                        |
| Ministro de Justicia           | Jesús Eworo Ndongo        | Independiente                                                     |

El ministro de Información y Turismo español Manuel Fraga asistió a la ceremonia de proclamación y fue el encargado de firmar el acta de independencia del país, así como de entregarle el poder a Macías.
El 16 de octubre el presidente Macías inauguró la primera sesión de la Asamblea Nacional, de la cual fue elegido presidente Pastor Torao Sikara del Monalige.
Bonifacio Ondó Edu, a quien le correspondía asumir como líder de la oposición en la Asamblea Nacional, se exilió en Gabón. Poco después sería obligado a regresar a Guinea Ecuatorial y moriría en extrañas circunstancias una vez iniciada la dictadura de Macías.